# I Wanna Be Your Boyfriend
Pour les articles homonymes, voir I Wanna Be.
Singles de Ramones
Blitzkrieg Bop
(1976) Swallow my Pride
(1977)
Pistes de Ramones
Judy Is a Punk
(3) Chain Saw
(5)
I Wanna Be Your Boyfriend est le deuxième single du groupe punk rock américain The Ramones. La chanson est écrite et composée par Tommy Ramone.

## Liste des chansons
| No | Titre                     | Durée |
| -- | ------------------------- | ----- |
| 1. | I Wanna Be Your Boyfriend | 2:31  |
| 2. | Sheena Is a Punk Rocker   | 2:38  |

## Classement
| Chart (2002)          | Meilleure position |
| --------------------- | ------------------ |
| Swedish Singles Chart | 44                 |